# Strażacka Orkiestra Dęta w Międzyrzecu Podlaskim
Strażacka Orkiestra Dęta w Międzyrzecu Podlaskim – orkiestra dęta powstała w Międzyrzecu Podlaskim w tym samym czasie co jednostka Ochotniczej Straży Pożarnej w roku 1923. W czasie II wojny światowej orkiestrę prowadził Wiesław Kondrator. Po wojnie kapelmistrzami byli: Wiesław Broda, Stanisław Daniluk, Henryk Sotnik, Zygminut Walczuk oraz Piotr Malon.
W latach 70. XX w. ze względów finansowych orkiestra uległa rozwiązaniu. Reaktywowana została 26 lutego 1991 roku na wniosek burmistrza Międzyrzeca Podlaskiego; w tym czasie liczyła ona 17 osób, a kapelmistrzem ponownie został wybrany Piotr Malon. Obecnym dyrygentem Strażackiej Orkiestry Dętej w Międzyrzecu Podlaskim jest mgr szt. Włodzimierz Miszuła.
Aktualnie w orkiestrze grają 24 osoby. W repertuarze są głównie utwory polskich kompozytorów; m.in. marsze i tańce, wiązanki pieśni ludowych, żołnierskich a także biesiadnych.
Orkiestra swoimi koncertami uświetnia uroczystości patriotyczne oraz kościelne; występowała także na wielu koncertach i festiwalach w kraju i za granicą; m.in. na Makroregionalnym Przeglądzie Orkiestr Dętych OSP w Lubartowie zakwalifikowała się na Ogólnopolski Festiwal dwudziestu najlepszych orkiestr.